# Ruch Obrony Bezrobotnych
Ruch Obrony Bezrobotnych (ROB) – ugrupowanie polityczne działające w Polsce. Koordynatorem partii był Mirosław Żeberek. Organizacja miała swoją siedzibę w Tychach. Przy partii działał „Obywatelski Ruch Obrony Bezrobotnych – Stowarzyszenie Ogólnopolskie” z siedzibą w Katowicach.

## Historia
W 2001 organizacja wchodziła w skład koalicyjnego ugrupowania „Konfederacja” Adama Słomki.
22 maja 2002 ROB został zgłoszony do ewidencji partii politycznych i 21 sierpnia tego samego roku zarejestrowany. Następnie współtworzył z Konfederacją Polski Niepodległej – Obozem Patriotycznym komitet wyborczy wyborców Konfederacja Ruch Obrony Bezrobotnych RP, który w wyborach samorządowych wystawił kandydatów do sejmików w 15 województwach, zdobywając w skali kraju 2,34% głosów.
W 2003 ugrupowanie współtworzyło federacyjny ruch Eurorealiści.
W 2004 ROB współtworzył wspólnie z KPN-OP oraz Krajowym Porozumieniem Emerytów i Rencistów Rzeczypospolitej Polskiej komitet wyborczy wyborców Konfederacja Ruch Obrony Bezrobotnych pod przywództwem Adama Słomki, który w wyborach do Parlamentu Europejskiego otrzymał 0,61% głosów. ROB był najliczniej reprezentowaną partią na listach komitetu.
W 2005 ROB wszedł w skład koalicyjnej partii Polska Konfederacja – Godność i Praca Adama Słomki startującej do Sejmu (uzyskała ona 0,07% głosów), wystawił także samodzielnie dwóch kandydatów do Senatu. Dwóch członków ROB startowało także do Sejmu z list Domu Ojczystego.
W 2007 dwóch członków partii kandydowało do Sejmu z list Polskiej Partii Pracy. 10 grudnia tego samego roku ROB został wykreślony z ewidencji.

## Program
Program partii był populistyczny i radykalny. Organizacja wsławiła się rozdawaniem bezrobotnym legitymacji, które rzekomo uprawniały ich do bezpłatnych przejazdów środkami komunikacji. Postulowała wydłużenie okresu pobierania zasiłków dla bezrobotnych do 3 lat. Często organizowała protesty i happeningi w obronie bezrobotnych.